# Gelliodes leucosolenia
Gelliodes leucosolenia är en svampdjursart som beskrevs av de Laubenfels 1934. Gelliodes leucosolenia ingår i släktet Gelliodes och familjen Niphatidae. Inga underarter finns listade i Catalogue of Life.